# Joan Baptista Prats i Català
Joan Baptista Prats i Català (Benicolet, Vall d'Albaida 9 de novembre de 1942 - Burgos, 29 d'abril de 2010) fou politòleg, professor universitari i polític català.

## Biografia
Es va afiliar al Partit Socialista Valencià. Llicenciat en Dret per la Universitat de València el 1966 i a la Universitat Autònoma de Barcelona en 1973, amb premi extraordinari. Doctor en Dret a la Universitat de la Sorbona de París.
Fou professor universitari de dret administratiu en excedència especial i president de l'Institut Nacional d'Administració Pública. Milità inicialment al PSUC, després a Convergència Socialista de Catalunya i finalment al Partit Socialista de Catalunya-Congrés. Ha estat diputat a les eleccions al Parlament de Catalunya de 1980 pel PSC-PSOE i senador designat per la Comunitat Autònoma el 1980-1983.
Posteriorment fou consultor en administració, gerència pública i desenvolupament institucional de l'OCDE, el Banc Mundial, el Banc Interamericà de Desenvolupament, el Programa de les Nacions Unides per al Desenvolupament, la Unió Europea, i l'Agència Espanyola de Cooperació Internacional, del Govern de Catalunya entre 1985 i 1998.
El 1998, junt amb la Universitat Oberta de Catalunya i l'Agència Catalana de Cooperació al Desenvolupament, impulsà la creació del laboratori d'idees Institut Internacional de Governabilitat de Catalunya (IIG) del que fou director executiu fins a la fi de 2006. Des de l'IIG fou l'introductor del concepte de «governança» a Espanya i Amèrica Llatina i promogué activament les anàlisis neoinstitucionalistes sobre el bon govern i el desenvolupament humà.
Fou director de diverses missions de diagnòstic i avaluació externa de processos de reforma institucional i modernització de l'Estat, com els de Paraguai, Nicaragua, Hondures i El Salvador i, de forma especial de Bolívia.
En els darrers anys de la seua vida era president de l'Associació Internacional per a la Governança (AIGOB) a la web de la qual hi ha publicats molts dels seus treballs.
Va morir mentre feia el Camí de Sant Jaume prop de Burgos el 29 d'abril de 2010.